# Dendrobium tunense
Dendrobium tunense är en orkidéart som beskrevs av Johannes Jacobus Smith. Dendrobium tunense ingår i släktet Dendrobium, och familjen orkidéer. Inga underarter finns listade i Catalogue of Life.